# Транспорт в Азербайджане

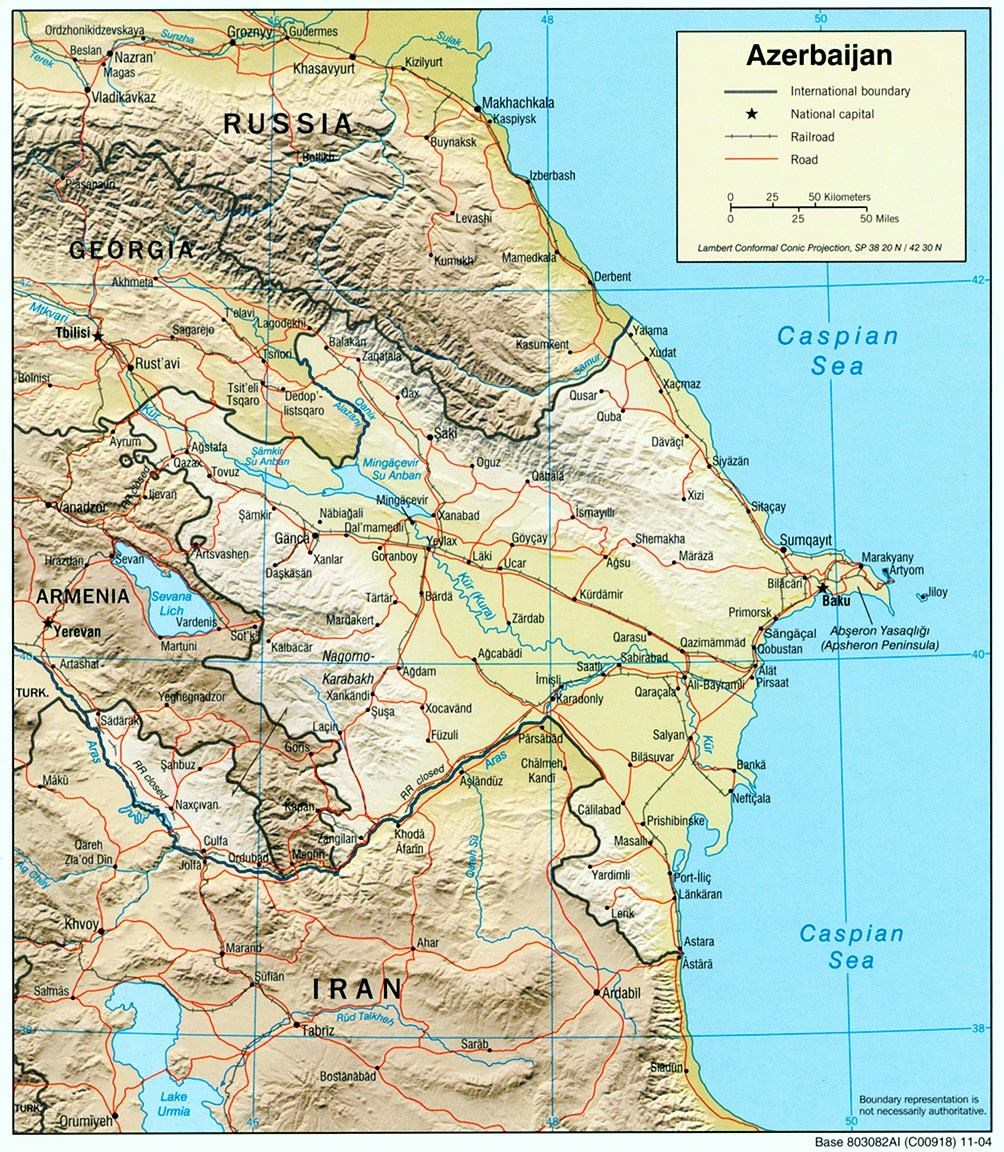
Карта основных автомобильных и железнодорожных маршрутов Азербайджана.

В Азербайджане представлены все основные виды транспорта: воздушный, железнодорожный, автомобильный, водный, трубопроводный.

## История

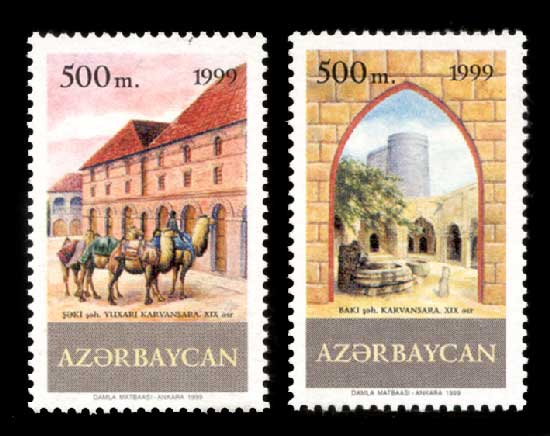
Марки Азербайджана. На правой изображён внутренний двор Караван-сарая XIX века в Баку. На левой — фасад Караван-сарая XIX века в Шеки.

История развития транспорта и транспортных средств на территории современного Азербайджана уходит глубоко в прошлое. Судоходство по Каспийскому морю, реке Куре, мощённые дороги раннего Средневековья, караван-сараи, гостиные дворы, были созданы, и развивались в течение последних двух тысячелетий. Сообщения о морских портах на Каспии и судоходства по ней известны с эпохи античности.
Современная транспортная система нынешнего Азербайджана, начала своё развитие с середины XIX-го века освоением и развитием нефтедобычи на территории Бакинской губернии. Нефтедобыча, нефтепереработка, и соответственно, задачи по доставке их производителю и потребителю сыграли главную роль в развитие современной транспортной системы Азербайджана.
Все современные морские порты на Каспии принадлежащие Азербайджану, первые железные дороги, большая часть первых автодорог, первый городской вид транспорта — конка, появились вследствие развития нефтяной промышленности. Соответственно и расположение и направление этих транспортных объектов диктовались условиями нефтяной промышленности. Морские порты строились для вывоза нефти и нефтепродуктов, первая железная дорога общего назначения Баку — Сабунчи — Сураханы, также первоначально предназначалась для транспортировки нефти, от центров добычи до морского порта. Гужевые дороги имели цель облегчения транспортировки нефтепродуктов по земле, которые до появления железных дорог перевозились на арбах, караванным способом. Дальнейшее развитие, как нефтяной промышленности, так и иных видов производств, постепенно более расширяли как ареал сосредоточения транспортных коммуникаций и инфраструктуры (до того большая часть всех транспортных коммуникаций и соответствующей инфраструктуры приходилось на Бакинскую губернию) так и предназначение и направления перевозок и развития транспортной системы в территории в целом. 

8 февраля 1924 года начал движение Бакинский трамвай. 1 мая 1933 года был запущен Гянджинский трамвай. Действовал до 1976 года. 

## Железнодорожный транспорт

### Железные дороги

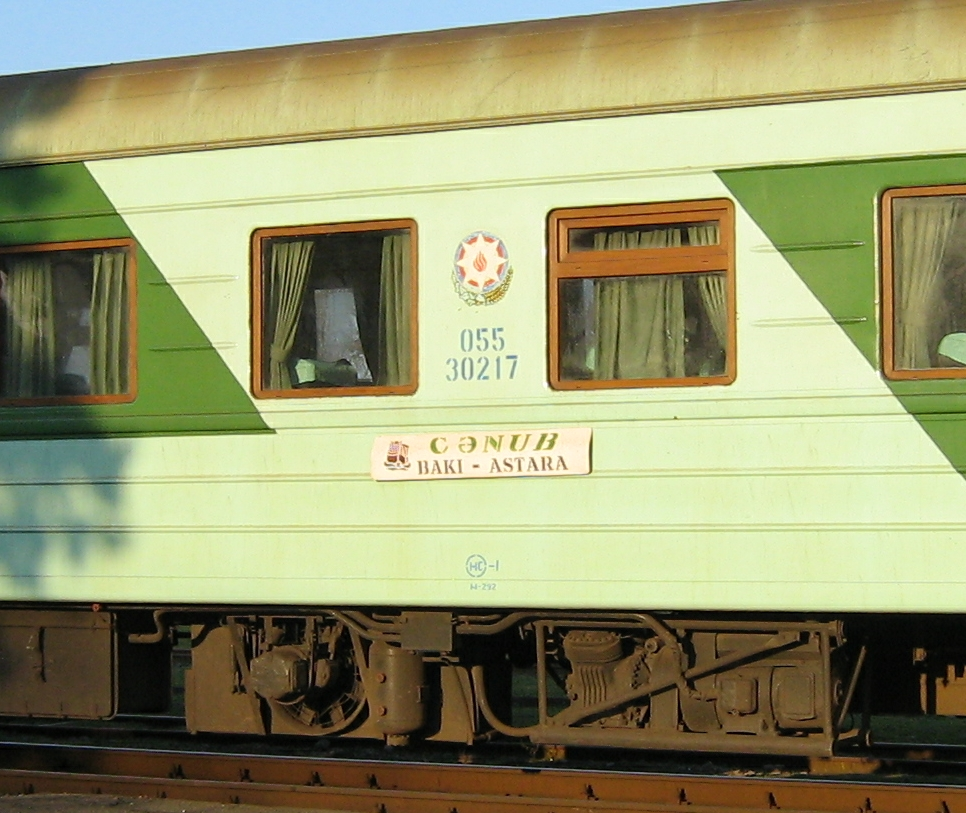
Вагон поезда «Cәnub» (Баку — Астара)

Железные дороги являются одним из основных видов транспорта в Азербайджане, на их долю приходится около 40 % грузооборота (2007 год) и до 25 % пассажирооборота. В 1980-е доля железных дорог в общем грузо/пассажирообороте составляла 80 % и 50 % соответственно, объём перевозимых грузов в 1987 году достиг 120 млн.т. Падение объёмов перевозок было связано с развалом СССР, нарушением экономических связей, конфликтом в Нагорном Карабахе. Все эти явление резко снизили долю железных дорог в перевозках по стране. Пик кризиса перевозок пришёлся на 1991-93 годы. С 1995 года начался процесс оживления и наращивания уровня перевозок. С 2000 года рост объёма перевозок стал увеличиваться минимум на 25 % ежегодно. В 2007 году по железным дорогам было перевезено до 35 млн.т. грузов.
Сеть железных дорог общего пользования в Азербайджане и вся его инфраструктура принадлежит ЗАО «Азербайджанская железная дорога» — ЗАО АЖД, государственной компанией эксплуатирующей железные дороги общего пользования. Помимо ЗАО АЖД, права операторов перевозок, имеют также компании Middle East Petrolium и Azersun, владеющие грузовым вагонным парком, имеющие лицензию на перевозки нефти по железным дорогам. Кроме того, своими железнодорожными линиями, парком ПС, и объекты инфраструктуры, располагают многие промышленные предприятия, чья железнодорожная инфраструктура имеет статус промышленных подъездных путей.
Общая протяжённость железных дорог — 2125 км, из них двухпутные — 800 км, развёрнутая длина — 2995 км.
электрифицировано 1523 км (3Кв постоянного тока)
Плотность железных дорог (км/10000 кв. км.): 242.0 (1993—1996 гг.)
Национальная железнодорожная компания Азербайджана — закрытое акционерное общество «Азербайджанские железные дороги»
В эксплуатации находится
- 500 электровозов
- 270 тепловозов
- 38 тыс. грузовых вагонов
- 1000 пассажирских вагонов.
- 6 основных локомотивных депо
- 2 оборотных локомотивных депо
- 9 вагонных депо

### Узкоколейные железные дороги
С конца XIX века на территории Бакинской и частично Елизаветпольской губернии началось строительство узкоколейных железных дорог (в основном ведомственного и частного подчинения).  Эксплуатировались они вплоть до конца XX века. Все узкоколейные железные дороги (кроме Макинской узкоколейной железной дороги имевшей колею 1060 мм) имели колею 750 мм, большая часть их принадлежала АзНефти, а также Министерству сельского хозяйства Азербайджанской ССР. Первой железной дорогой, построенной в Азербайджане, была узкоколейная железная дорога Кедабекского медеплавильного завода «Братья Сименс» открытая на несколько месяцев раньше чем Баку — Сабунчи-Сураханинская железная дорога.

### Учебные железные дороги
В Азербайджане, в 1947 году в Баку, и в 1977 году в Нахичевани, были построены детские железные дороги, целью и предназначением которых являлось прививание детям интереса к железным дорогам, их теоретическая и практическая подготовка к работе в будущем на железных дорогах. Многие выпускники ДЖД в дальнейшем выбирали профессию железнодорожника; выпускники ДЖД пользовались определёнными льготами при поступлении в железнодорожные училища, техникумы и ВУЗ-ы по специальности железных дорог. Нахичеванская детская железная дорога — закрыта.

### Метрополитен (азерб.Metropoliten)
Бакинский метрополитен открыт 6 ноября 1967 года. Состоит из трёх линий, красной, зелёной и фиолетовой, общая протяжённость — 36,7 км, имеет 25 станций. Является одним из двух (наряду с городским общественным автотранспортом) важнейших видов городского транспорта Баку, выполняя значительный объём пассажироперевозок.

## Автомобильный транспорт

### История

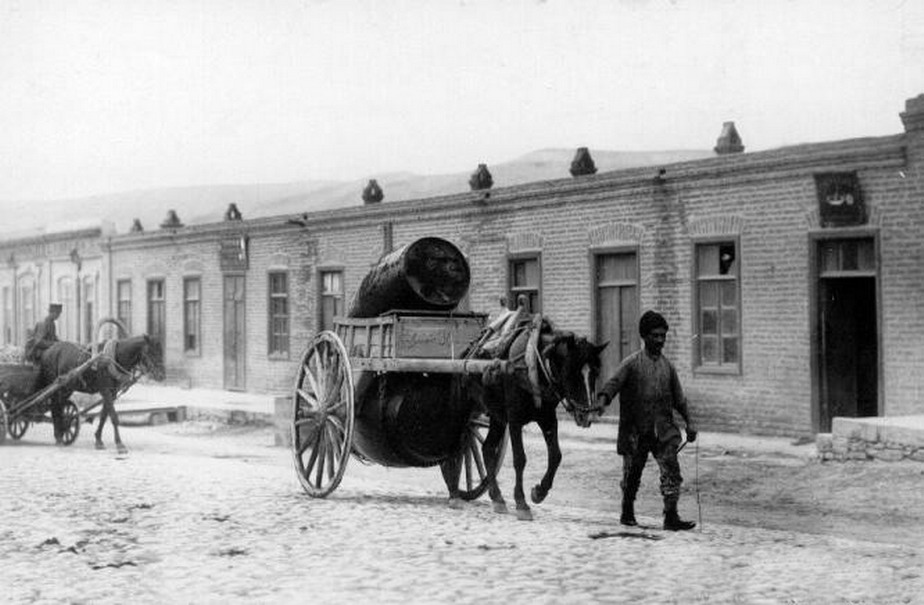
Арба для перевозки керосина. конец XIX-го века, Баку

Дорожная сеть в Азербайджане начала развиваться с середины XIX века строительством гужевых мощенных дорог. Большая часть дорожной сети была сосредоточена в пределах Бакинской губернии, и предназначалась для облегчения транспортировки нефти и нефтепродуктов, перевозившихся на арбах, караванным методом.
В 1850 году на территории Елизаветпольской губернии вблизи посёлка Абдаляр была построена первая шоссейная дорога. В 1860 году построена шоссейная дорога Евлах — Шуша — Нахичевань — Эривань.
Большая часть автогужевых дорог на начало XX века были грунтовыми. Только 209 км дороги имели твердое покрытие. Основным видом передвижения по гужевым дорогам были легковые извозчики — фаэтоны. 
В 1911 году на территории двух губерний насчитывалось 39 автомобилей. К концу 1920-х годов в Азербайджанской ССР насчитывалось 896 автомобилей, из них 275 легковых, 518 грузовых, 103 специализированных. Ещё около 400 автомобилей имелось в составе автопарка АзНефти. 
К 1930-м годам протяженность автомобильных дорог составила около 6 500 км. Для развития автоперевозок в Азербайджанской ССР был учреждён республиканский филиал государственной организации «Союзтранс», который занимался грузовыми и пассажирскими перевозками в пределах республики. 
В 1929 году был создан Народный комиссариат Автомобильного транспорта, в 1946 году преобразованный в Министерство автомобильного транспорта Азербайджанской ССР. 
1950-60 года характерны высоким темпом развития автомобильного транспорта. Для городского автотранспорта создавались автопарки, автобусные, таксомоторные, грузовые объединения. Объём грузоперевозок автотранспортом в конце 1980-х годов составил 148 млн. т. 
С провозглашением независимости объединения и структуры автотранспорта были приватизированы. 

### Общая характеристика
Весь объём пассажиро- и грузоперевозок по стране выполняется частными компаниями. На июнь 2024 года в Азербайджане насчитывается около 2 млн автомобилей. Из них около 1 млн — в Баку. 
Любое автотранспортное средство должно пройти технический осмотр в течение 20 дней до истечения срока исполнения последнего технического осмотра. Бумажные талоны о прохождении технического осмотра заменены электронными.

### Электромобили
Большинство зарядных станций для электромобилей расположено в Баку в центральных частях города. Мощность станций — 150 Вт. Цена на ноябрь 2024 года составляет 27-30 гяпиков за киловатт. Зарядные станции устанавливают государственные и частные компании, в том числе ОАО «Азеришыг». В регионах Азербайджана недостаточное количество зарядных станций, что усложняет проезд на электромобиле в регионы и развитие в них электромобилей.
На ноябрь 2024 года в Баку действует 80 зарядных станций, в Сумгаите — 2, регионах — 35.

### Автомобильные дороги

Транзитные коридоры Закавказья.

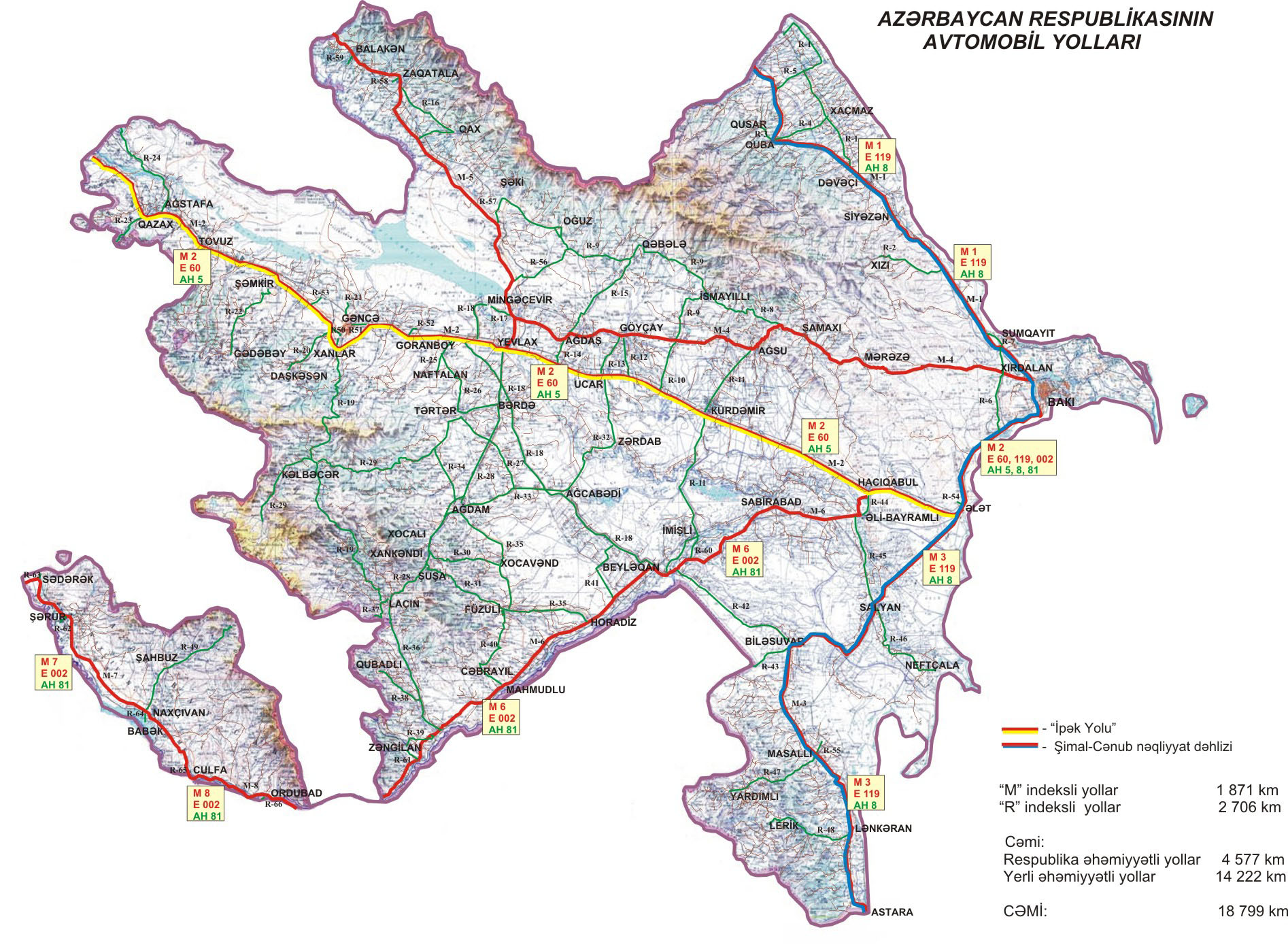
Автомобильные дороги Азербайджана.

Общая протяжённость: 59 141 км. Из них 29 210 км с твердым покрытием. 
Эксплуатация и техническое обслуживание автомобильных дорог, находится в ведении Департамента «Йолнеглиййетсервис» Министерства транспорта Азербайджана.
Департаментом «Йолнеглиййетсервис» эксплуатируется и обслуживается 22134 км магистральных дорог. Из них 1684 км составляют международные магистрали, 2669 — стратегически важные, 13 тыс. км — местной важности, 1,5 км — на территории Баку, 3,3 тыс. км — на территории регионов. Общее число мостов на территории страны составляет 1201.

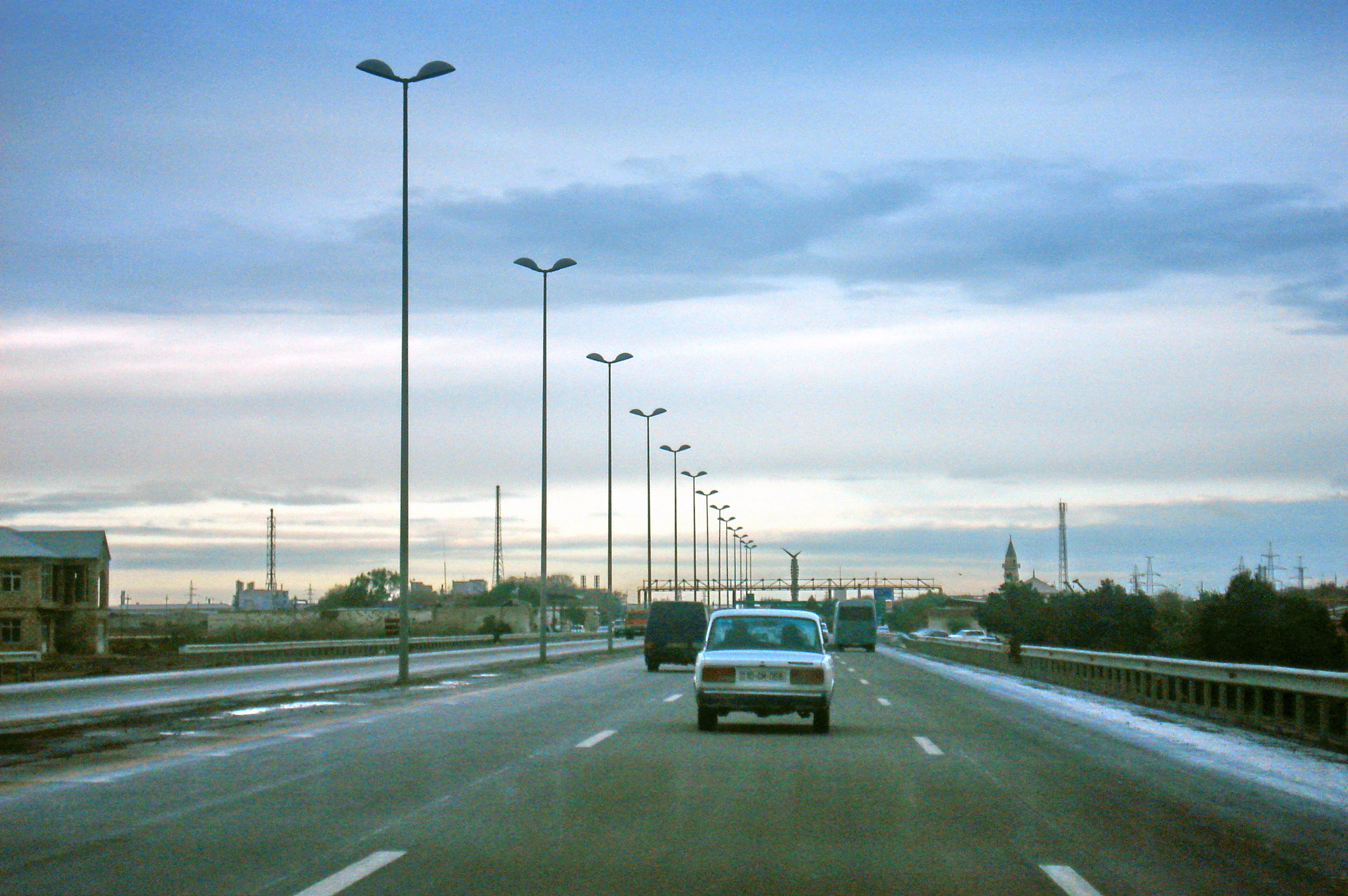
Новая автодорога между Баку и Сумгаитом

Шоссе в Азербайджане следуют параллельно основным железнодорожным магистралям. Одно из них проходит вдоль Каспийского моря из России в Иран, через Баку. В свою очередь из Баку к грузинской границе также ведёт автодорога. От города Евлах (на магистрали Баку — Тбилиси) на юг отходит шоссейная дорога в Нагорный Карабах. Все они являются сегментами следующих европейских автомобильных маршрутов:
- E 60
  - M2 Казах, Гянджа, Евлах, Аджигабул, Алят, Баку
- E 119
  - M1 Куба, Баку
  - M2 Баку, Алят
  - M3 Алят, Ленкорань, Астара
- E 002
  - M7 Садарак, Нахичевань,
  - M8 Нахичевань, Джульфа, Ордубад
  - M6 Зангеланский район, Физулинский район, Джебраильский район — на данный момент маршрут блокирован.
  - M6 Бейлаганский район, Сабирабад, Али Байрамлы, Аджигабул

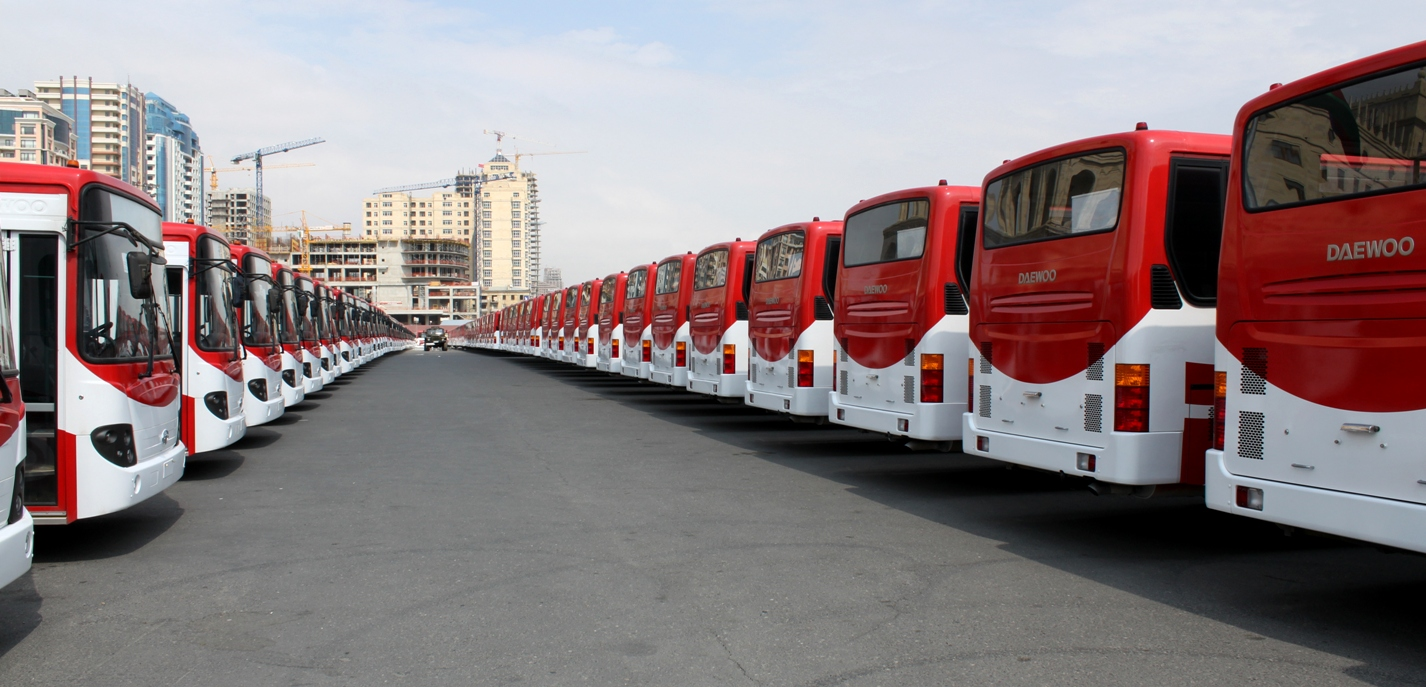
Автобусы в Баку.

  - M2 Аджигабул, Алят, Баку

### Грузовые перевозки
На декабрь 2022 года в стране действует 208 национальных коммерческих перевозчиков грузов автомобильным транспортом. Автомобильный парк составляет более 8 000 единиц.
В январе 2023 года Азербайджан присоединился к дополнительному протоколу к Конвенции ООН о договоре международной дорожной перевозки грузов, устанавливающему выдачу электронной накладной.
Перевозки между Турцией, Узбекистаном и Кыргызстаном осуществляются с использованием электронного разрешительного бланка e-Permit.

## Трубопроводный транспорт[16]

_____ БТД: 1 773 км _____ Баку — Новороссийск: 1 400 км _____ Баку — Супса: 837 км _____ Баку — Тбилиси — Эрзерум: 970 км.

В 1990-е годы, с обретением Азербайджаном независимости были подписаны контракты по разработке азербайджанских нефтяных месторождений на Каспии: «Азери», «Чираг» и «Гюнешли», а также газового месторождения «Шахдениз». Для обеспечения экспорта углеводородов на мировые рынки была разработана нефтяная стратегия, согласно которой на первом этапе разработки месторождений предполагалось транспортировка «ранней» азербайджанской нефти через Россию по магистрали Баку — Новороссийск и через территорию Грузии, по маршруту Баку — Супса, а затем по основному трубопроводу через турецкую территорию — к порту Джейхан. В соответствии с нефтяной стратегией были восстановлены и построены заново следующие трубопроводы: Северный Экспортный Маршрут, Западный Экспортный Маршрут, Баку — Тбилиси — Джейхан и Южнокавказский газовый.

### История
- Осенью 1878 года на нефтепромыслах в районе Баку по проекту и под техническим руководством знаменитого инженера В. Г. Шухова был построен первый российский нефтепровод. Он соединил район нефтедобычи Балаханского месторождения на Апшеронском полуострове и нефтеперерабатывающие заводы Чёрного города на окраине Баку[17].
- В 1930 году был введён в эксплуатацию Нефтепровод Баку — Батуми для транспортировки нефти из района нефтедобычи в окрестностях Баку к побережью Чёрного моря в порт Батуми. После распада СССР нефтепровод был заменен участком нефтепровода Баку — Тбилиси — Джейхан и нефтепроводом Баку — Супса[18].

### Действующие трубопроводы
- Газопровод Баку — Тбилиси — Эрзурум (Южнокавказский трубопровод) был официально открыт 25 марта 2007 года. Диаметр трубопровода — 42 дюйма, протяжённость составляет 970 км (442 км в Азербайджане, 248 км в Грузии и 280 км от грузино-турецкой границы до Эрзурума). Длина каждой трубы — 11.5 м[19] По нему предусматривается прокачка газа, добываемого в рамках проекта Шах-Дениз.[20].
- Нефтепровод Баку — Тбилиси — Джейхан — трубопровод для транспортировки каспийской нефти к турецкому порту Джейхан, расположенному на берегу Средиземного моря. Официальное торжественное открытие всего нефтепровода прошло 13 июля 2006 в Джейхане. Протяжённость 1773 километра (по территории Азербайджана (449 км), Грузии (235 км) и Турции (1059 км)). Проектная пропускная мощность — 50 миллионов тонн нефти в год, или один миллион баррелей в сутки. Стоимость — 3,6 млрд долларов.
- Нефтепровод Баку — Супса был пущен в эксплуатацию 17 апреля 1999 года. Трубопровод был построен в рамках контракта на разработку месторождений Азери-Чираг-Гюнешли, его протяжённость составляет 837 километров[21] Диаметр трубопровода 530 мм.[22].
- Нефтепровод Баку — Новороссийск — трубопровод для транспортировки каспийской нефти к российскому порту Новороссийск, расположенному на берегу Чёрного моря.

## Морской транспорт
Регулирующей государственной организацией является Государственная морская администрация Азербайджана.

### История судоходства в Азербайджане

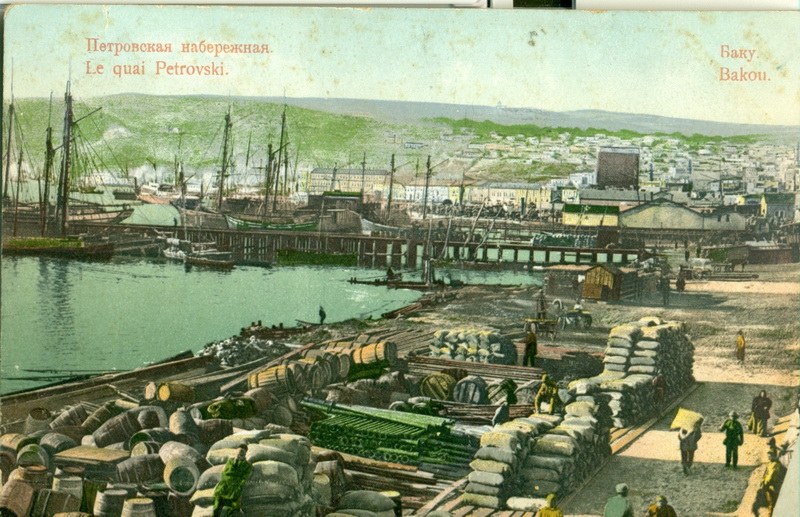
Старые причалы Бакинского порта, XIX в.

История судоходства на Каспии насчитывает около 1600 лет. Известия о мореплавании по Каспию хотя известны с античной эпохи, но первые известные морские порты в пределах современного Баку появились на западном берегу Каспия ещё в эпоху албанского царства. Широкое же развитие мореплавание получило со времен появления государства Ширваншахов, которые первыми также создали регулярный торговый и военный флот в Каспийском море.
Современное торговое судоходство начало своё развитие с середины XIX-го века, с созданием в 1858 году Акционерного общества «Кавказ и Меркурий», чья национализация в 1918 году а в последующем объединением с флотом «Каспийский танкер» — Касптанкер в 1953 году привело к образованию Каспийского морского пароходства — Каспар. Своим появлением торговое судоходство, в том числе появлением АО «Кавказ и Меркурий»  обязана началом промышленной освоением добычи и переработки нефти. Бакинская губерния стала родиной танкерного флота, впервые в истории морского судоходства суда стали использовать для перевозки нефти, первым судном для нефтеперевозки стала нефтяная баржа «Александр», построенной в 1873 году, в 1878 г. был сдан в эксплуатацию первый в мире танкер «Зороастр». С 1903 года на Каспии начинается эпоха теплоходов, с постройкой теплохода «Вандал». С 1889 года положено начало судостроительной и судоремонтной промышленности в Бакинской губернии.

### Морской торговый флот

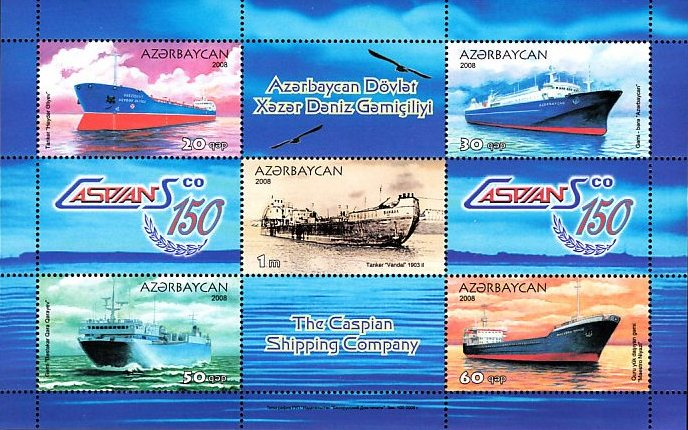
Азербайджанские марки, посвященные 150 летию Каспара.

Крупнейшей азербайджанской судоходной компанией, является Каспийское морское пароходство — Каспар (азерб. Xəzər dəniz gəmiçiliyi), являющийся также крупнейшей судоходной компанией в бассейне Каспия. Каспар занимается перевозкой всех видов грузов, но весомую долю в перевозках составляют нефть и нефтепродукты, компания также выполняет пассажироперевозки, и является оператором железнодорожной паромной переправы Баку — Туркменбаши, Баку — Актау. Каспару также принадлежит и ряд судоремонтных заводов.
Флот Каспара насчитывает 86 судов с суммарным дедвейтом 483,782 тонн, из которых 41 танкер,35 сухогрузов, 10 вспомогательных судов. Также имеются 3 судна типа 3 Ро-Ро (железнодорожно-автомобильный), 7 паромов (железнодорожно-пассажирский), пассажирские суда и катера.
Каспийское пароходство выполняет и международные перевозки в бассейнах других морей и океанов, в основном Чёрного, Средиземного, Балтийского морей, и Атлантического океана.
6 июля 2024 года танкер «Ходжалы» стал первым морским судном Азербайджана с 1991 года, пришвартовавшемся в порту США, перевезя груз цемента из южнокорейского порта Бакпюнг в порт Портленд.

### Каспийский морской нефтяной флот (Каспморнефтефлот)
Каспийский морской нефтяной флот — (азерб.  Xəzər Dəniz Neft Donanmasi) XDND.
Касморнефтефлот является структурным подразделением Азербайджанской Государственной Нефтяной Компании — ГНКАР, которая специализируется на морских нефтеперевозках, обслуживании нефте/газодобычи, строительстве и ремонте и транспортировке морских буровых установок, прокладке подводных трубопроводов и иных коммуникаций, а также аварийно-спасательной службе.
Каспморнефтефлот имеет в своем составе 259 судов различного назначения. Имеет международную сертификацию, и участвует в реализации многих международных проектов в разных регионах мира.

### Паромные переправы
Составной частью транспортной системы Азербайджана в международных транспортных проектах и коридорах являются железнодорожные паромные переправы Баку — Туркменбаши, Баку — Актау.
Первая из них, Баку — Туркменбаши (тогда ещё — Красноводск) начала действовать в 1963 году, вторая в 70-е годы. Паромы являются железнодорожными и железнодорожно-автомобильными, перевозящие не только железнодорожные составы, но и автомобили, а также пассажиров.

### Порты и гавани

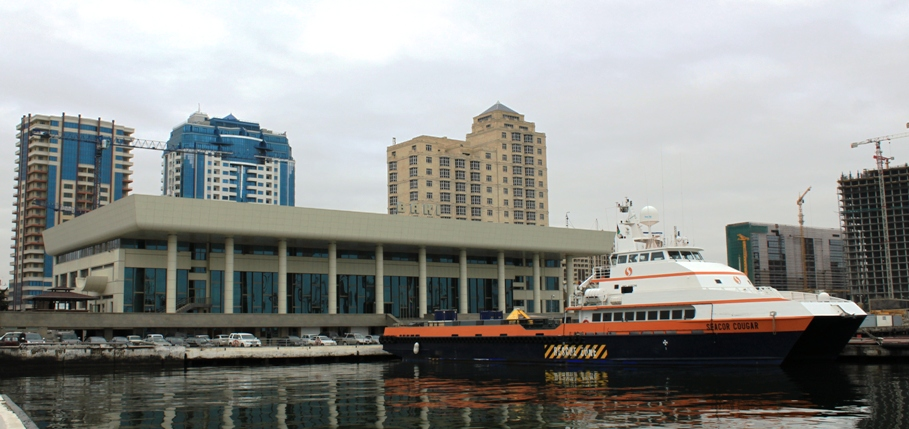
Бакинский порт

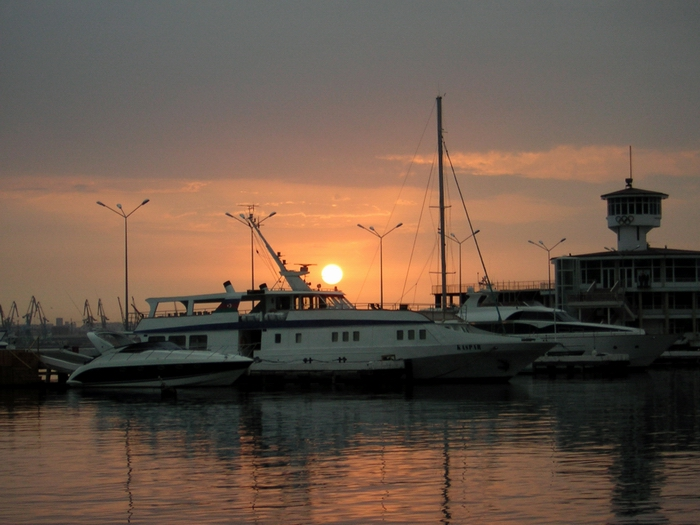
Яхт-клуб в Бакинской бухте

Все порты находятся на побережье Каспийского моря.
- Астара
- Баку — Порт имеет 17 причалов (5 предназначены для транспортировки сырой нефти и нефтепродуктов, 10 — для перевозки леса и других грузов, 2 — пассажирских).[24] Бакинский порт располагает также крупными нефтяными терминалами в Дюбенди и Сангачале, основная часть бакинского порта перенесена из центра города, в дальний пригород Баку, Аляты.[25]
- Ленкорань
- Сумгаит
- Зиря — расположен на Апшеронском полуострове в 9 км от Гюргяна. Площадь порта — 12 гектар. Береговая линия — 500 метров. Действует железная дорога от Гюргяна к порту[26][27].

## Речной транспорт
Единственной судоходной рекой на территории современного Азербайджана была Кура, навигация по ней была круглогодичной от Евлаха до устья реки вблизи города Нефтчала. Но уровень глубины реки позволял использовать только суда с малой осадкой и низким водоизмещением, то есть — с малой грузоподъемностью. Эти особенности сдерживали развитие речного транспорта в Азербайджане. Исторически, судоходство по Куре хоть и было представлено, но в силу экономических и географических обстоятельств (отсутствие крупных городов вдоль течения, прохождения большей части по степным малозаселенным местностям) было развито слабо.
Идею о налаживании регулярного судоходства от устья Куры до Тифлиса, в XIX веке подал наместник на Кавказе, князь Михаил Семенович Воронцов. Но приглашенные для проектных работ инженеры, после проведенных исследовательских работ, дали отрицательный ответ. Пригодным для регулярного судоходства был признан только участок от устья до современного города Мингечаура.
Между этими пунктами с середины XIX-го века была налажена регулярное сообщение. Строительство железных дорог в Закавказье, отодвинуло проекты развития речного судоходства на второй план, но с начала 20 века, заново были начаты работы по развитию судоходства. Были проведены  дноуглубительные и очистительные работы, построены пристани. Результатом стало возможность налаживания постоянного, всесезонного судоходства.
В крупных населенных пунктах вдоль реки были расположены речные пристани, наиболее крупные из которых были в Сальянах, Ширване (Али-Байрамлы), Евлахе. В связи с развитием гидроэнергетики, со строительством новых гидроэлектростанций и плотин, дальнейшего развития железных и автомобильных дорог, и низкой рентабельности речного судоходства по Куре, с конца 80-х, судоходство по Куре было прекращено.
Ныне разрабатывается план по возобновлению судоходства по Куре, согласно которому, предлагается прежде всего осуществление пассажирского и туристического судоходство от Нефтчалы до Евлаха, с перспективой осуществления круизных рейсов от Баку до Евлаха.

## Авиационный транспорт
Крупнейшие города Азербайджана связаны с Баку и между собой авиасообщением. Самый крупный аэропорт находится в Баку, откуда совершаются регулярные международные рейсы. Кроме Баку, регулярные международные рейсы совершаются также из Гянджи, Нахичевани и Ленкорани (с 2009 года). Государственной организацией в сфере управления и регулирования в Гражданской Авиации Азербайджана является Государственная администрация гражданской авиации Азербайджана.

### Авиакомпании

#### Государственные
- Азербайджанские Авиалинии (AZAL, АЗАЛ, азерб. Azərbaycan Hava Yolları)

Подразделениями государственного концерна AZAL, являются авиакомпании:
AZAL Avia — пассажирские перевозки
Cargo Air — грузовые перевозки
AZAL Helicopters — оператор вертолетного парка
AZAL Aero — сельскохозяйственная авиация
Планируется разделение компании AZAL Avia, на компании по международным и внутренним перевозкам, с созданием компании оператора внутренних авиаперевозок.

#### Частные
Кроме того в Азербайджане действуют и частные авиакомпании:
- Turan Air — пассажирские перевозки.
- Silk Way Airlines — грузовые перевозки.
- Imair Airlines — пассажирские перевозки в страны Европы и СНГ.

### Аэропорты
Общее число аэропортов, по состоянию на 2007 год, равнялось 35 (27 с жёстким покрытием посадочных полос и 8 с неасфальтированным покрытием), в их число входят такие аэропорты как
- Баку (им. Гейдара Алиева)
- Международный аэропорт Габала
- Международный аэропорт Гянджа
- Евлах
- Загатала
- Международный аэропорт Ленкорань
- Нахичевань

Согласно программе развития гражданской авиации Азербайджана, в 2008 году восстановлены региональные аэропорты в Ленкорани, Закаталах, планируется восстановление аэропорта Шеки.
Кроме того, имеется вертолётный аэродром в Забрате.

## Общественный транспорт

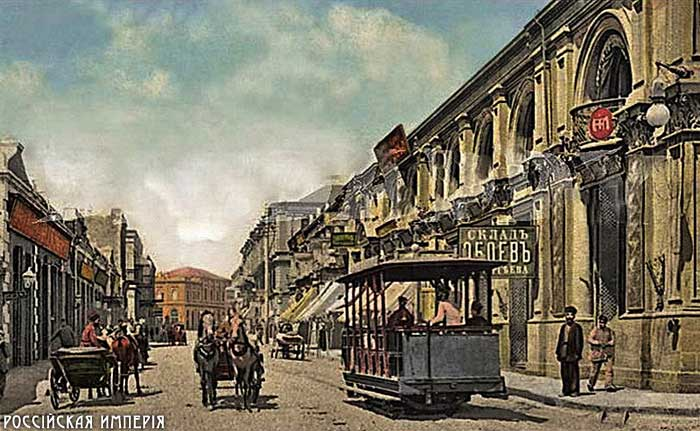
Транспорт Баку на открытке дореволюционной России

Начало современному городскому транспорту на территории Азербайджана положили городские фаэтоны и конка, которые в дальнейшем были заменены на автотранспорт и трамваи.
Трамваи в Азербайджане существовали в Баку, Сумгаите, Гяндже, троллейбусы в Баку, Сумгаите, Гяндже, Мингечауре, Али-Байрамлах, Нахичевани. На 2021 год вся сеть трамваев и троллейбусов закрыта. Из существующих видов городского транспорта, действуют автобусы и метрополитен.

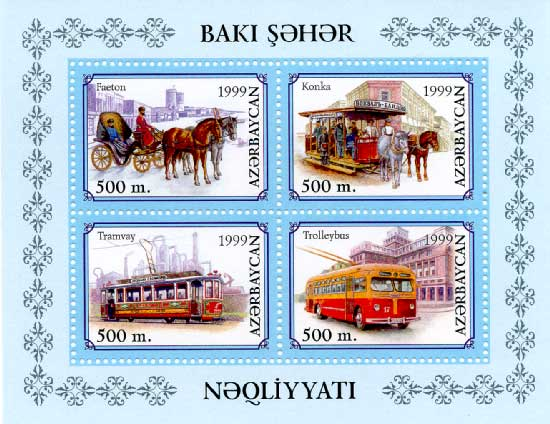
История городского транспорта Баку на азербайджанских марках 1999 год

Городской общественный транспорт получил развитие и распространение по всему Азербайджану. Он представлен во всех городах и сёлах Азербайджана. Каждый районный центр имеет свою сеть внутригородского, внутрирайонного и межрайонного автобусного сообщения. 
Большая часть всех автоперевозчиков являются частными компаниями. С 2007 года шла усиленная замена изначально использовавшихся автобусов малой вместительности (маршруток) на автобусы большой вместительности.
Автобус является наиболее развитым видом общественного транспорта в городах страны. 
Между Баку и крупными городами республики и районными центрами, а также с городами России, Грузии, Ирана и Турции налажено регулярное автобусное сообщение.
Междугороднее автобусное сообщение осуществляется частными перевозчиками.
В Республике действует 56 автостанций и автовокзалов.
Действует электронная система покупки билетов. В Баку действует безналичная система оплаты в общественном транспорте. Ведётся внедрение безналичных расчётов в Сумгаите.
26 сентября 2023 года в Баку впервые запущен электробус. Электробусы действуют на нескольких маршрутных линиях.
Метрополитен действует на территории города Баку.

### Центр интеллектуального управления транспортом

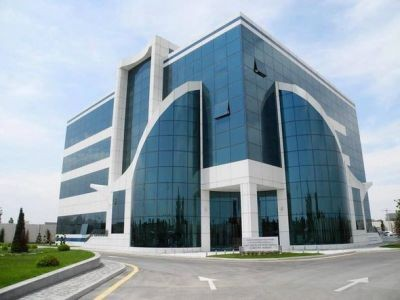
Бакинский Центр Интеллектуального Управления Транспортом

Бакинский Центр Интеллектуального Управления Транспортом был создан в целях усовершенствования транспортной системы, повышения уровня транспортных услуг, регулировки движения общественного транспорта и оптимизации маршрутов движения. Кроме этого создана система единой карты оплаты для всего общественного транспорта. Данная система применена в восьми странах мира, но охватывает лишь один или два города этих стран.
К внедрению данной системы в Баку (разработку и применение осуществляет корейская компания «SK C&C») приступили в 2008-м году. Была создана студия, способная осуществлять в прямом эфире теле - и радиотрансляцию поступающей в Центр управления информации. Благодаря данной студии в конференционных и учебных залах стало возможно в живую наблюдать деятельность центра. В центре установлен большой монитор площадью в 120 кв.м., способный отображать одновременно более 600 изображений. С помощью этого монитора возможен просмотр ситуации с движением транспорта на 150 перекрестках, а также отображать информацию 192 камер наблюдения связанных с управлением 2000 автобусов. Кроме перечисленного в центре осуществляется мониторинг изображений полученных с 600 камер Министерства Внутренних Дел. Интеллектуальная транспортная система состоит из трех этапов, первый из которых - охват основных улиц и проспектов столицы. Второй этап подразумевает охват территорий Большого Баку и Апшерона общей площадью в 2200 кв. км. На третьем этапе система будет контролировать транспортную инфраструктуру всей территории Азербайджанской Республики. Уже завершен первый этап по установке в Баку интеллектуальной транспортной системы, и 20 декабря 2011-го года состоялось открытие центра управления.

## Статистика
Объём перевозки грузов составляет около 200 млн тонн в год.
86,8% пассажиров перевозятся автомобилями, 12,8% — метро, остальные — другими видами транспорта.

### 2022
На 2022 год  57,4% грузов перевезены автомобильным транспортом, 30,3% — трубопроводным, 8,6% — железнодорожным, 3,5% — морским, 0,2% — воздушным.
В 2022 году количество перевезённых пассажиров составило около 1 млрд 500 млн чел.

### 2023
В 2023 году объём транзита составил 13,4 млн тонн груза. Из них 4,3 млн тонн перевезены через Средний коридор.

### 2024
В 2024 году железнодорожным транспортом перевезено 18 млн 530,6 тыс. тонн груза. Из них 15 млн 418,7 тыс. тонн (83,2 %) — международные перевозки.
Объём транзитных грузоперевозок составил 14,5 млн тонн груза. Из них 4,5 млн тонн груза перевезены через Средний коридор, 2,1 млн тонн — через коридор Север — Юг. 7 млн 262,9 тыс. тонн транзитного груза перевезено железнодорожным транспортом.